# Kulissenzauber
Kulissenzauber ist ein deutsches Stummfilmdrama aus dem Jahre 1915 mit Alexander Moissi in der Hauptrolle.

## Handlung
Der Film handelt von Leben, Lieben und Leiden eines Bühnenmenschen, der sich durch und durch seinem Künstlerdasein verpflichtet hat. Das ist der Theaterdirektor Hans Werner, dem all sein Denken und Handeln den Brettern, die die Welt bedeuten, gilt. Darunter leidet auch die Beziehung seiner nicht minder theaterbesessenen Ehefrau, zugleich Mutter eines gemeinsamen Kindes, die sich bald aus Ehrgeiz mit einem anderen Mann einlässt. Die überbordenden Emotionen auf allen Seiten führen eines Tages dazu, dass Werner im Eifersuchtsrausch seine eigene Frau anschießt, dann aber das eigene Kind rettet, damit es nicht auch in den Strudel von Liebe und Wahnsinn, Eifersucht und Hass gerät. Er bringt sein Kind zur einstigen Geliebten, die Bürgerlichkeit verspricht und somit ein besserer Hort für die Kleine als die verrückte Welt der Theaterbretter bietet. Nervlich zerrüttet, bringt sich Hans Werner schließlich um.

## Produktionsnotizen
Kulissenzauber entstand zum Jahreswechsel 1914/15 im BB-Film-Atelier in Berlin-Steglitz. Der Film mit einem Vorspiel und drei Akten passierte die Filmzensur im Februar 1915 und wurde mutmaßlich im selben Monat uraufgeführt.

## Kritik
„Der Bedeutung Alex. Moissis ist nichts mehr hinzuzufügen. Er ist einer der ganz Großen der deutschen Bühne. Er beherrscht das Wort kunstvoll, die Miene, die Geste und sein Auge sprechen wahrhafte Innerlichkeit und Gefühl. Dadurch wird er zum Idealdarsteller für den Film und vielleicht zu einem der Größten des deutschen Lichtspieles. (…) Was er aber in dem Schauspiele „Kulissenzauber“ … bietet, ist berufen, ihn mit den weitesten Kreisen des Kinopublikums in Berührung zu bringen. (…) Sein Hans Werner ist ein Wesen, der Alltagskleid trägt und das, wenn auch in seinen eigenen Kreisen gebannt, menschlich zu ergründen ist. (…) Das Filmschauspiel bietet zahlreiche fotographische Schönheiten, die namentlich in prachtvollen Winteraufnahmen genußvoll hervortreten. Die Inszenierung ist dem Besten beizuzählen. Der Tod des Künstlers ist ergreifend und wirkungsvoll, die Spannung geschickt gesteigert. Mit diesem Film ist wieder ein erstklassiges Werk aufgetaucht, das die Fortschritte der Lichtbildkunst feststellt.“